# اچ‌ام‌اس آلباتروس (۱۸۷۳)
اچ‌ام‌اس آلباتروس (۱۸۷۳) (به انگلیسی: HMS Albatross (1873)) یک کشتی بود که طول آن ۱۶۰ فوت (۴۸٫۸ متر) بود. این کشتی در سال ۱۸۷۳ ساخته شد.